# Mișca
Pour le village du même nom dans le județ de Bihor, voir Chișlaz.
Mișca (en hongrois : Tőzmiske) est une commune du județ d'Arad, Roumanie qui compte 3 733 habitants.
La commune est composée de 4 villages : Mișca , Satu Nou, Vânători et Zerindu Mic.

## Culture
D'après le recensement de 2011, la commune compte 3 733 habitants, en augmentation par rapport au recensement de 2002 où elle en comptait 3 546.